# Sylvestr Krnka

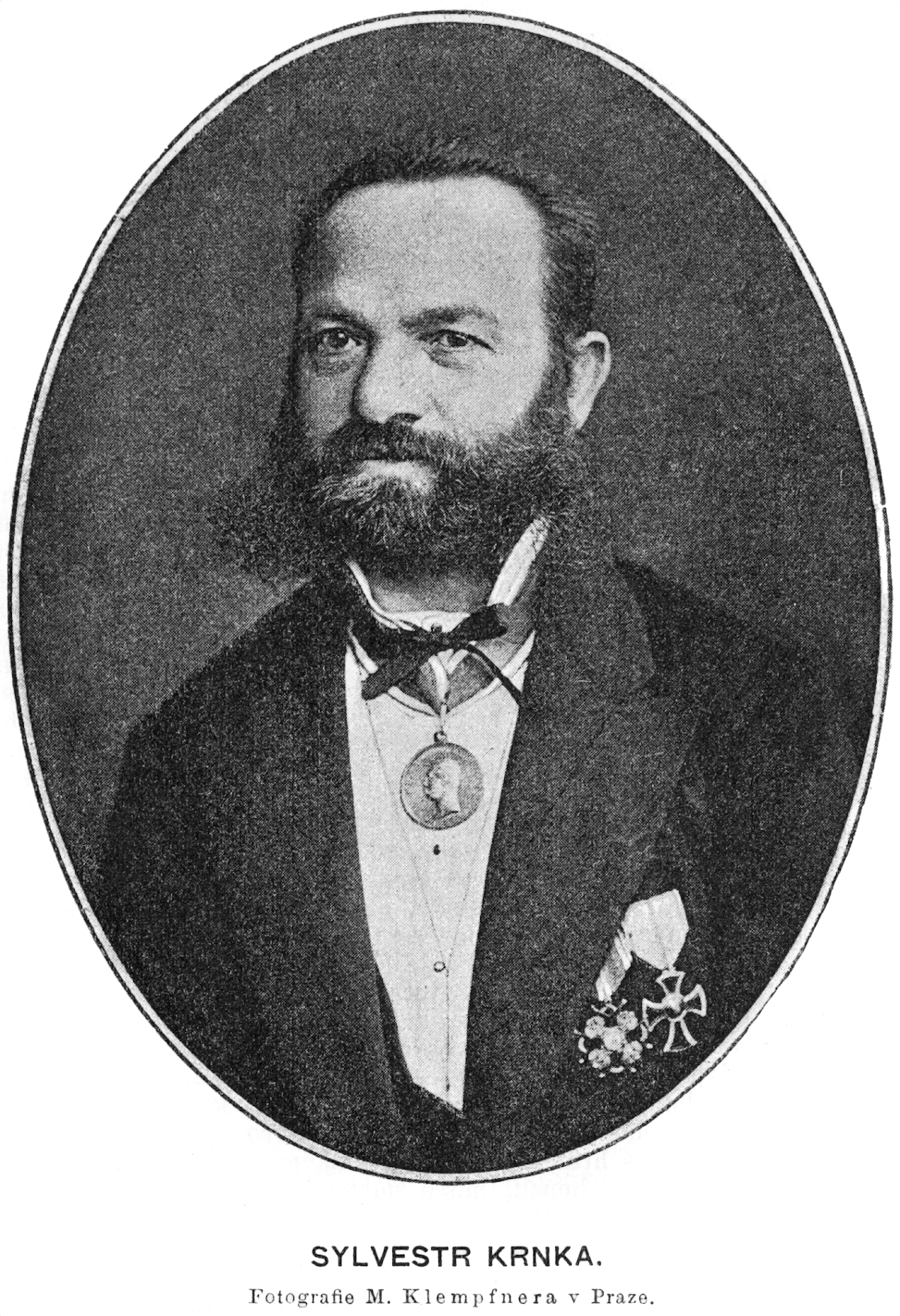

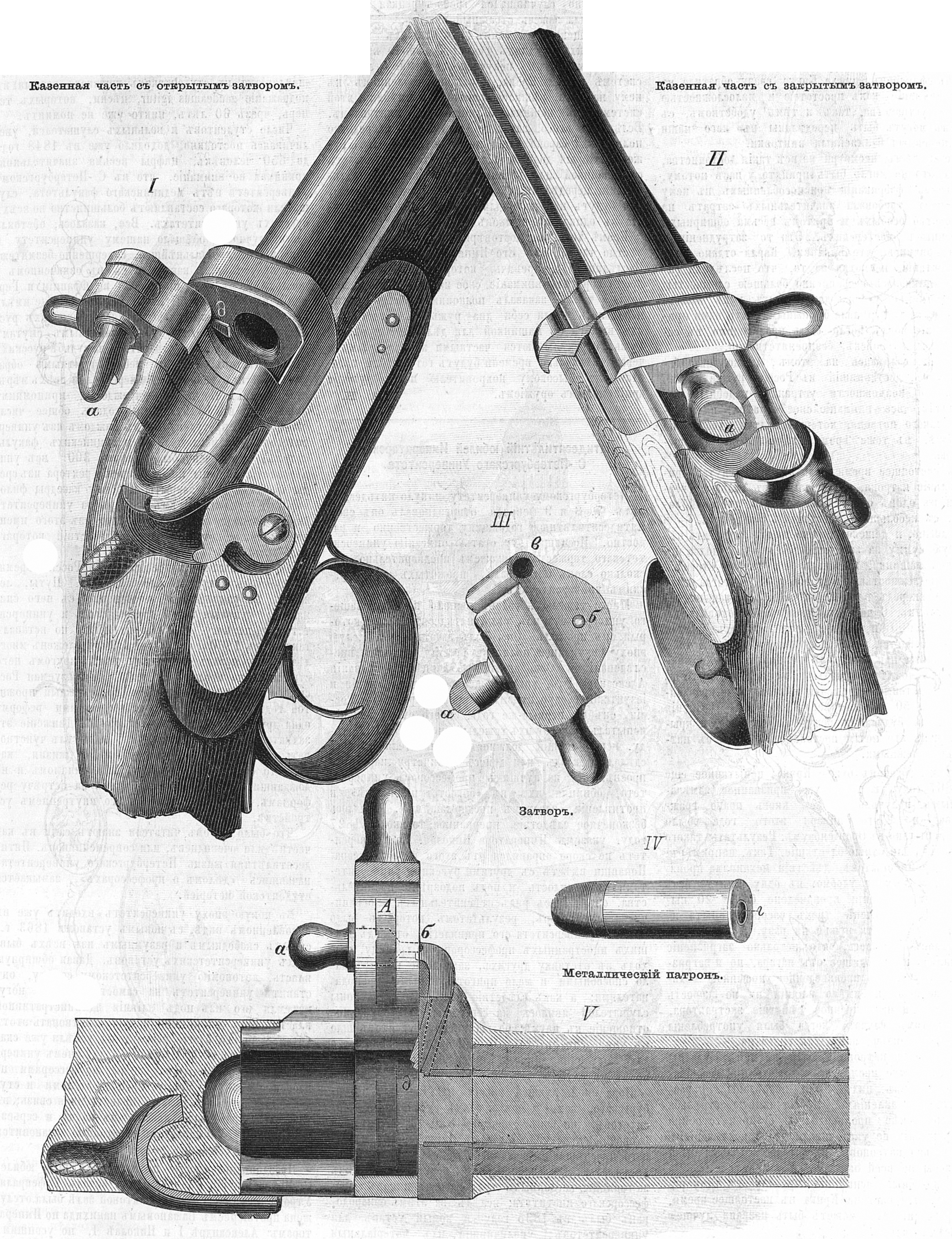
Krnka M1869

Sylvestr Krnka (* 31. Dezember 1825 in Groß Bor; † 4. Januar 1902 in Prag) war ein böhmischer Büchsenmacher und Erfinder.

## Leben und Wirken
Krnka machte ab 1838 seine Berufsausbildung bei dem Wiener Büchsenmacher Mathias Nowotny. Im März 1848 richtete er eine eigene Werkstatt in Volyně ein und erhielt dort das Bürgerrecht. Er arbeitete in Volyně als Büchsenmacher für die neu gegründete österreichische Nationalgarde.
1849 konstruierte er ein Hinterladergewehr mit einer Einheitspatrone (Hülse, Anzünder, Treibladung und Geschoss) aus Papier (Papierpatrone), welches dem preußischen Dreyse-Zündnadelgewehr überlegen war. Es hatte einen Klappenverschluss und gilt somit als erstes modernes Gewehr mit dieser Verschlussart. Krnka legte im Februar 1850 den Prototyp einer Kaiserlich-Österreichischen Sonderkommission vor. Diese erkannte das Potential der Waffe nicht und lehnte sie wegen angeblicher Munitionsverschwendung ab.
Die Nationalgarde wurde 1851 aufgelöst und um seinen Lebensunterhalt bestreiten zu können, trat Krnka im März 1854 als Büchsenmacher in die Kaiserlich-Königliche Armee. Ab 1. Juli 1860 war er der Büchsenmacher des Ulanenregiments Nr. 10 in Hermannstadt. Er verbesserte sein Gewehr weiter und stellte es 1854 auf Lefaucheux-Zündung und 1855 auf Zentralfeuerpatronen um. Doch auch eine neue Vorlage bei der Kommission im Oktober 1856 brachte keinen Erfolg, denn die Kommission war der Ansicht, dass sich ein Hinterlader nicht für den militärischen Gebrauch eigne. Im Jahre 1857 heiratete er Elisabetha Mann; das Paar hatte zwei Söhne. Der 1858 in Großwardein geborene Karl Krnka trat in die Fußstapfen seines Vaters.
Nach dem verlorenen Deutschen Krieg gegen Preußen im Jahre 1866 musste das Kaisertum Österreich sein Militär modernisieren und brauchte nun auch Hinterladergewehre. Wieder legte Krnka seinen Entwurf vor, doch noch vor einem Auswahlverfahren hatte sich der Kaiser Franz Joseph I. für das System Wänzel entschieden. Dennoch verbuchte Krnka einen Erfolg, denn er konnte mehrere tausend Gewehre samt Munition dem Fürstentum Montenegro verkaufen. Krnka bot ein verbessertes System 1868 dem Russischen Kaiserreich an, welches es dann 1869 als Krnka-Gewehr M1869 einführte. Im Russisch-Osmanischen Krieg (1877–1878) waren etwa 210.000 russische und 25.000 rumänische Soldaten mit diesem Gewehr bewaffnet.
Mit diesen Einkünften konnte sich Krnka 1871 in Prag eine eigene Werkstatt einrichten und an weiteren Erfindungen arbeiten. 1874 entwickelte Krnka einen Auswerfer, der gleichzeitig beim Spannen des Abzugs auch die verbrauchte Patronenhülse auswirft. Damit wurde die Ladezeit um einen Schritt verkürzt. Dieses System sollte in Russland eingeführt werden, wurde aber wegen des bevorstehenden Krieges mit der Türkei gestoppt. Krnka konstruierte eine ähnliche Aptierung für das Werndl-Gewehr M1867, aber wegen hohen Kosten und weil ohnehin demnächst auf Mehrladegewehre umgestellt werden sollte, wurde diese nicht eingeführt. Ab 1887 arbeitete er mit seinem Sohn Karl zusammen. Obwohl ihr Mehrladegewehr technisch ausgreift war, setzten sich die Systeme von Mannlicher in Österreich und Mauser in Deutschland durch.

## Ehrungen und Rezeption
Sylvestr Krnka erhielt für sein Werk mehrere Orden und die Ehrenbürgerschaft von Volyně. Im Stadtmuseum (městské muzeum) von Volyně wurde im Oktober 2019 eine Ausstellung über das Lebenswerk von Krnka gezeigt.